# Saint-Cyr (Ardèche)
Pour les articles homonymes, voir Saint-Cyr.
Saint-Cyr est une commune française située dans le département de l'Ardèche, en région Auvergne-Rhône-Alpes.

## Géographie

### Description
| - OpenStreetMap Limite communale. |

La commune de Saint-Cyr occupe le plateau entre la vallée du Rhône et les abords d'Annonay.
Sa limite nord, avec Colombier-le-Cardinal, se fait par le ruisseau de l'Ecoutay. Au contact de Peaugres, elle accueille sur son territoire une partie du Safari Parc. Au sud, la limite avec Vernosc se situe au sud du ruisseau de l'Eterpas qui devient ensuite le Torrenson. À l'est, à la Revicolle, la « pierre du Volant » marque sa limite avec Thorrenc, Saint-Étienne-de-Valoux et Saint-Désirat. Ce monolithe orné de la croix des Célestins bornait autrefois les limites territoriales du couvent.

### Communes limitrophes
Les communes limitrophes sont :

### Géologie et relief, hydrographie

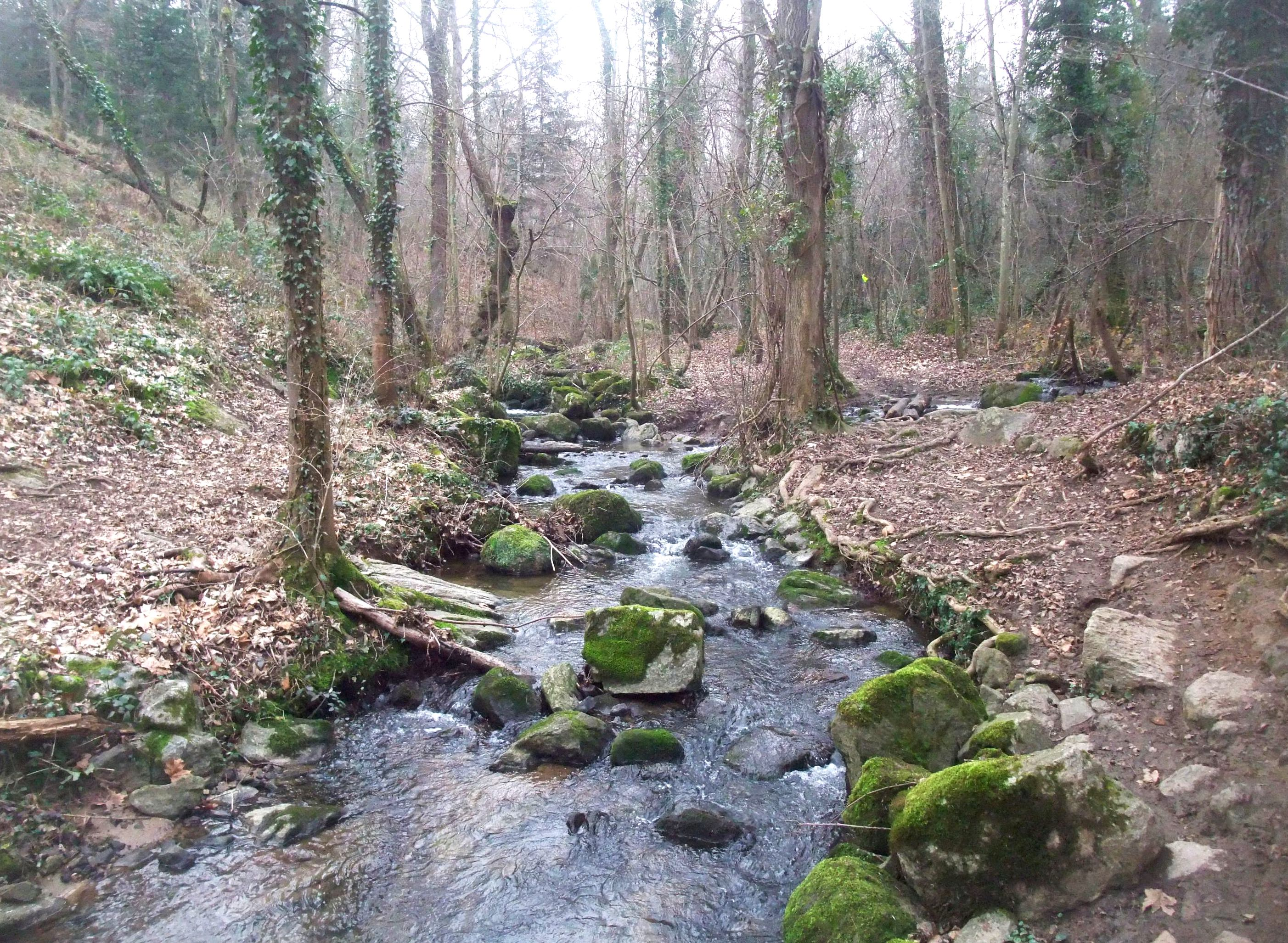
Le ruisseau de l'Écoutay.

L'essentiel du territoire de Saint-Cyr s'étale sur le plateau d'Annonay, en bordure de la vallée du Rhône. La partie nord-est de la commune s'incline davantage vers la vallée, sur la rive droite du ruisseau de l'Ecoutay. Au sud, l'écoulement des eaux se fait par le ruisseau de l'Eterpas, qui devient ensuite le Torrenson.
Les surfaces agricoles restent importantes mais l'habitat individuel a récemment progressé. Une première zone industrielle est occupée à l'est du village. Une seconde est en principe réservée au sud-ouest de la commune le long de la nouvelle rocade.

### Climat
Pour des articles plus généraux, voir Climat d'Auvergne-Rhône-Alpes et Climat de l'Ardèche.
En 2010, le climat de la commune est de type climat du Bassin du Sud-Ouest, selon une étude du CNRS s'appuyant sur une série de données couvrant la période 1971-2000. En 2020, Météo-France publie une typologie des climats de la France métropolitaine dans laquelle la commune est dans une zone de transition entre le climat de montagne et le climat méditerranéen et est dans une zone de transition entre les régions climatiques « Moyenne vallée du Rhône » et « Sud-est du Massif Central ».
Pour la période 1971-2000, la température annuelle moyenne est de 11,3 °C, avec une amplitude thermique annuelle de 17,5 °C. Le cumul annuel moyen de précipitations est de 845 mm, avec 7,9 jours de précipitations en janvier et 5,8 jours en juillet. Pour la période 1991-2020, la température moyenne annuelle observée sur la station météorologique de Météo-France la plus proche, « Peaugres Rad », sur la commune de Peaugres à 4 km à vol d'oiseau, est de 12,3 °C et le cumul annuel moyen de précipitations est de 752,5 mm,. Pour l'avenir, les paramètres climatiques de la commune estimés pour 2050 selon différents scénarios d'émission de gaz à effet de serre sont consultables sur un site dédié publié par Météo-France en novembre 2022.

### Voies de communication
Le territoire communal est traversé par la RD82 qui la relie à Annonay et à Andance, dans la vallée du Rhône.

## Urbanisme

### Typologie
Au 1er janvier 2024, Saint-Cyr est catégorisée bourg rural, selon la nouvelle grille communale de densité à 7 niveaux définie par l'Insee en 2022.
Elle est située hors unité urbaine. Par ailleurs la commune fait partie de l'aire d'attraction d'Annonay, dont elle est une commune de la couronne,. Cette aire, qui regroupe 37 communes, est catégorisée dans les aires de 50 000 à moins de 200 000 habitants,.

### Occupation des sols
L'occupation des sols de la commune, telle qu'elle ressort de la base de données européenne d’occupation biophysique des sols Corine Land Cover (CLC), est marquée par l'importance des territoires agricoles (77,6 % en 2018), en diminution par rapport à 1990 (83,4 %). La répartition détaillée en 2018 est la suivante : zones agricoles hétérogènes (73,7 %), forêts (12,2 %), zones urbanisées (7,2 %), cultures permanentes (3,8 %), zones industrielles ou commerciales et réseaux de communication (3 %).
L'évolution de l’occupation des sols de la commune et de ses infrastructures peut être observée sur les différentes représentations cartographiques du territoire : la carte de Cassini (XVIIIe siècle), la carte d'état-major (1820-1866) et les cartes ou photos aériennes de l'IGN pour la période actuelle (1950 à aujourd'hui).

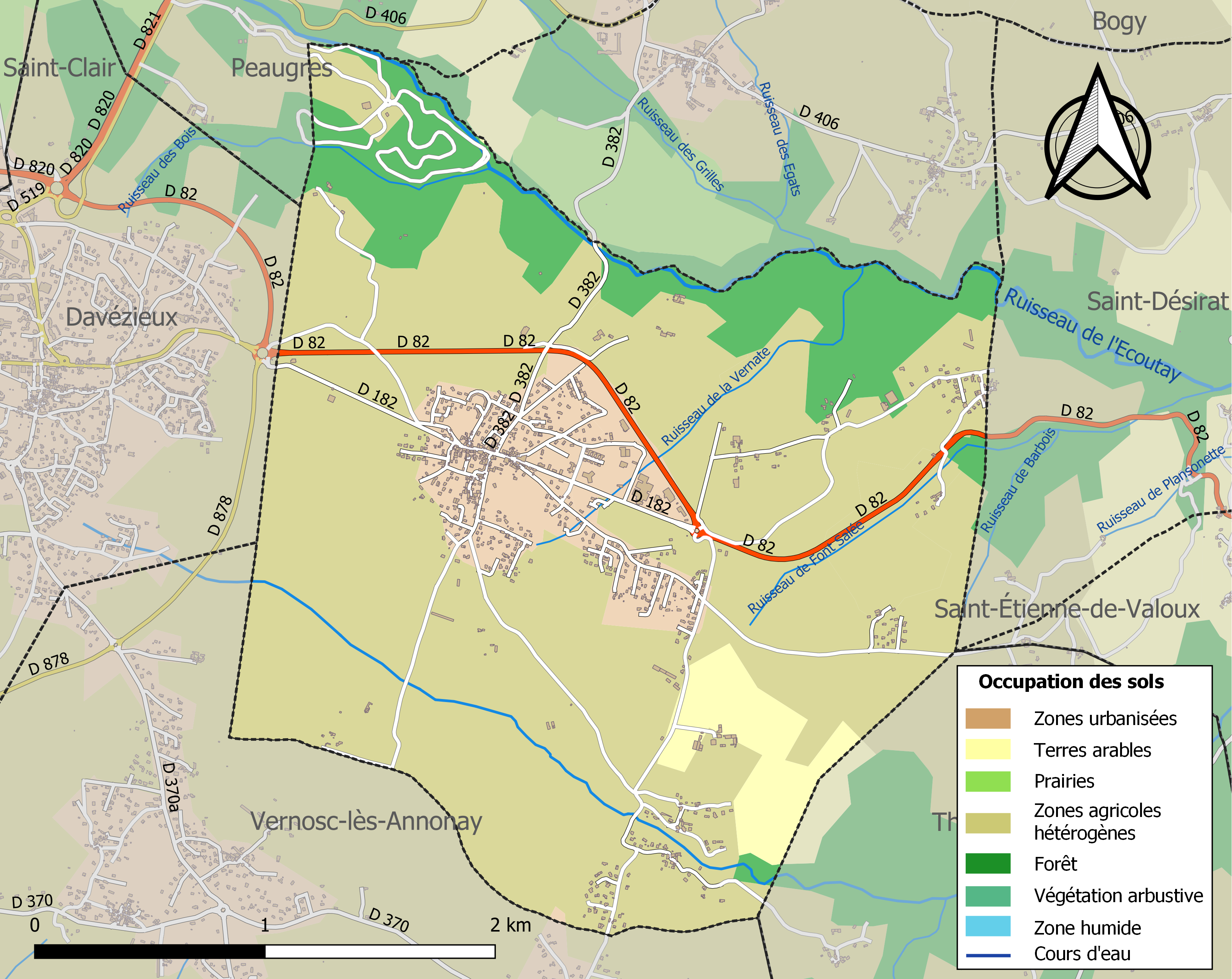
Carte des infrastructures et de l'occupation des sols de la commune en 2018 (CLC).

### Habitat et logement
En 2018, le nombre total de logements dans la commune était de 610, alors qu'il était de 546 en 2013 et de 497 en 2008.
Parmi ces logements, 93,4 % étaient des résidences principales, 1,2 % des résidences secondaires et 5,4 % des logements vacants. Ces logements étaient pour 88,3 % d'entre eux des maisons individuelles et pour 11,7 % des appartements.
Le tableau ci-dessous présente la typologie des logements à Saint-Cyr en 2018 en comparaison avec celle de l'Ardèche et de la France entière. Une caractéristique marquante du parc de logements est ainsi une proportion de résidences secondaires et logements occasionnels (1,2 %) inférieure à celle du département (18 %)  et à celle de la France entière (9,7 %). Concernant le statut d'occupation de ces logements, 72,8 % des habitants de la commune sont propriétaires de leur logement (70,5 % en 2013), contre 66,9 % pour l'Ardèche et 57,5 % pour la France entière.
| Typologie                                               | Saint-Cyr | Ardèche | France entière |
| ------------------------------------------------------- | --------- | ------- | -------------- |
| Résidences principales (en %)                           | 93,4      | 72,3    | 82,1           |
| Résidences secondaires et logements occasionnels (en %) | 1,2       | 18      | 9,7            |
| Logements vacants (en %)                                | 5,4       | 9,7     | 8,2            |

## Toponymie
La christianisation des premiers siècles a donné au village le nom d'un martyr du IIIe siècle : saint Cyr d'Antioche, ville turque proche de la Syrie. Ce jeune garçon a perdu la vie à cinq ans en proclamant sa foi à un magistrat. Ses reliques avaient été rapportées en France au IVe siècle, ainsi que celles de sa mère sainte Julitte.

## Histoire

### Antiquité

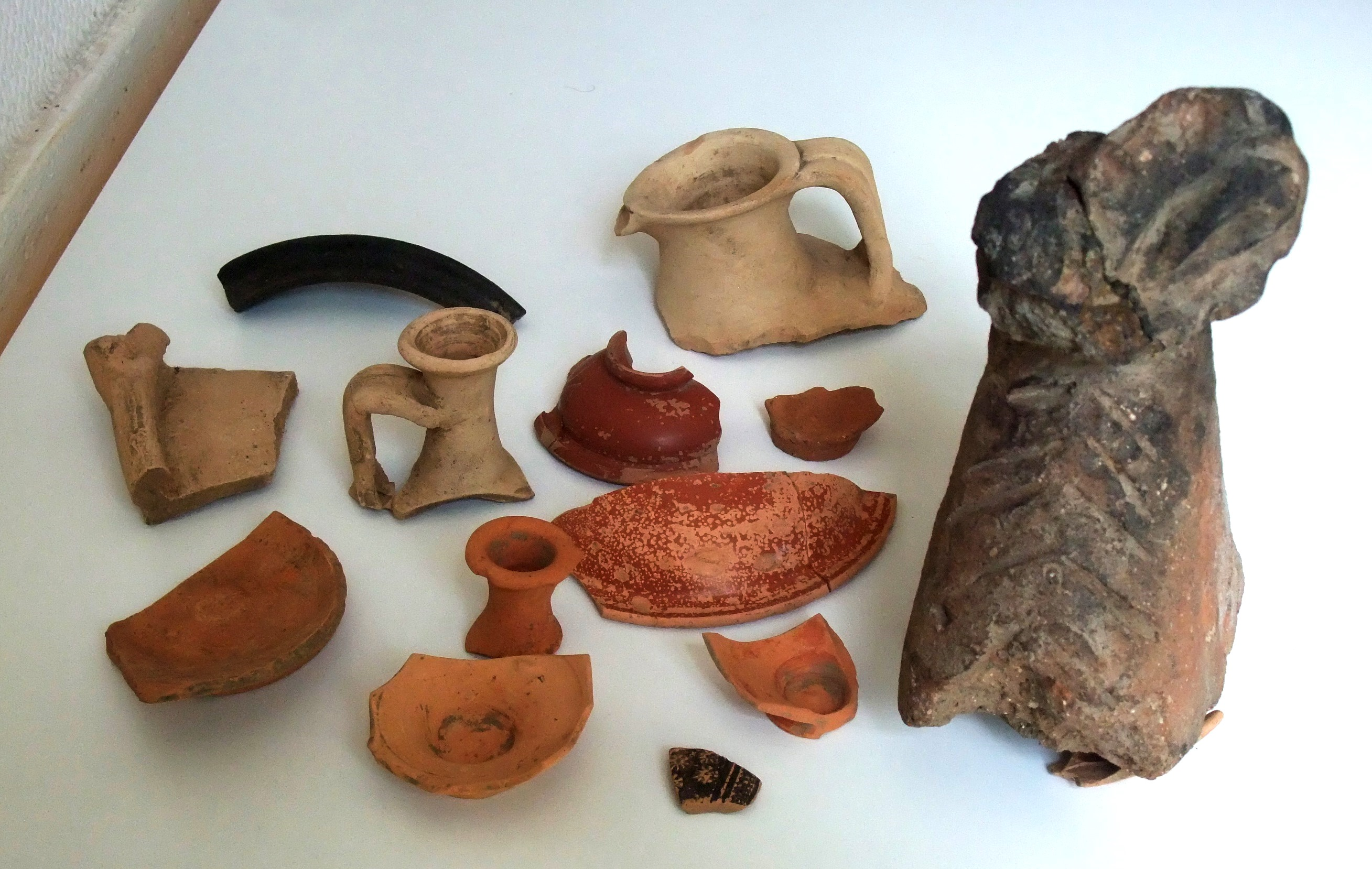
Objets issus de fouilles à Saint-Cyr.

Le village a des origines anciennes, mais ni la préhistoire, ni l'époque gauloise n'ont laissé de traces concrètes. Une voie romaine passait aux environs du bourg. En 1955, il a été retrouvé des vestiges d'une occupation gallo-romaine à Coin Bargieux, au nord-ouest de la commune. Des fragments de verre, de poterie, de plomb… attestent l'ancienne existence d'une grande ferme vers le Ier ou le IIe siècle de notre ère. Les fouilles ont montré aussi que ce site a été ensuite abandonné, puis réutilisé quelques siècles plus tard comme nécropole : 13 squelettes y ont été découverts dans des tombes de pierres dressées. En 1972, au sud du village, un chenet en terre cuite et des tuiles romaines ont été découverts au lieu-dit les Mères. En 1975, d'autres tuiles ont été retrouvées au quartier de Colon, au sud du village. Le secteur était donc bien habité déjà à cette époque. Le résultat des fouilles a été conservé au musée vivarois César-Filhol d'Annonay.

### Moyen Âge

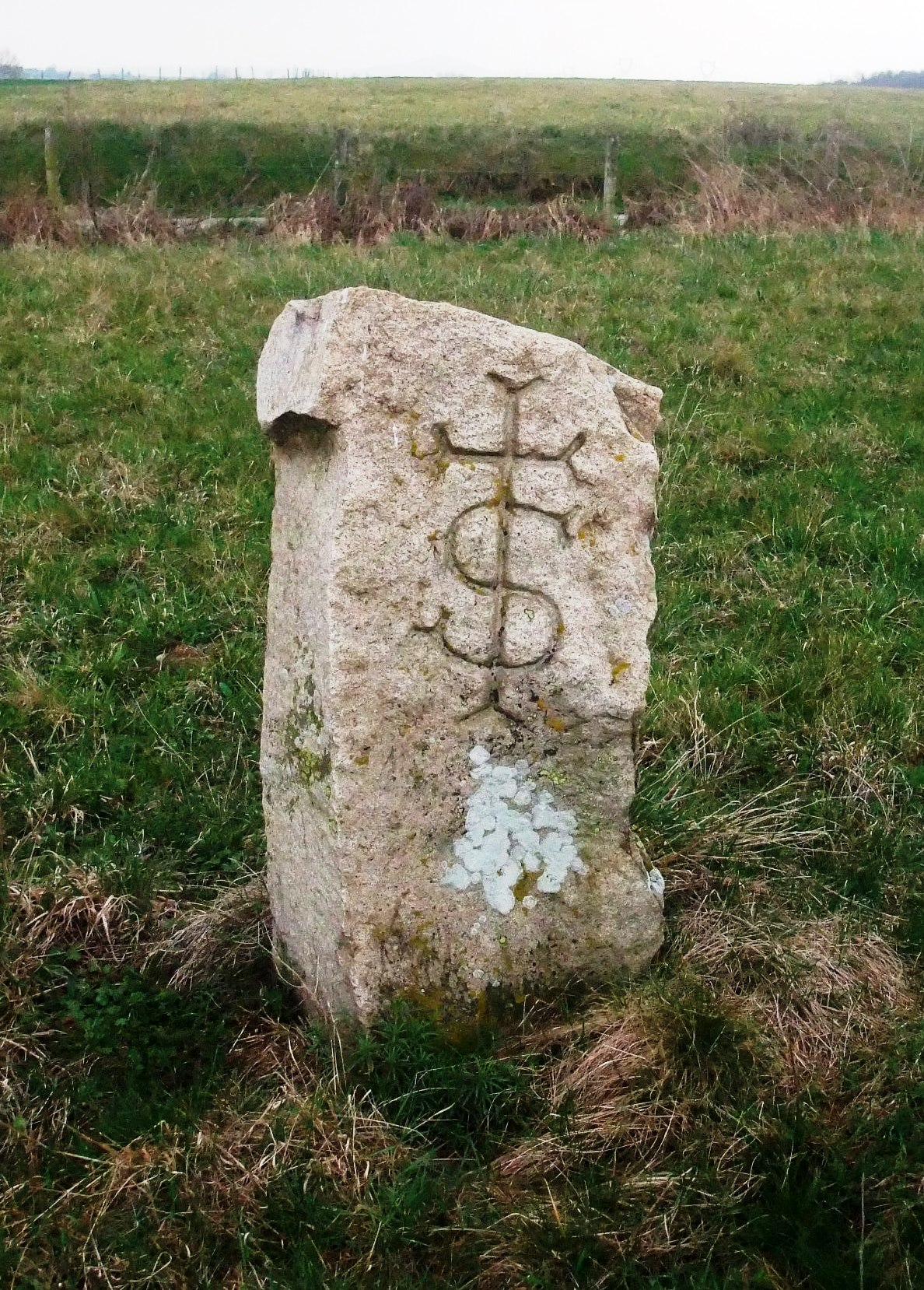
La pierre du Volant, à l'extrémité Est de la commune.

Sans nul doute, le village devait être formé au Moyen Âge. Mais la première attestation écrite de l'existence de l'église date seulement de 1299, où l'on sait que le futur cardinal Pierre de Colombier, fondateur du couvent et de l'ordre des Célestins, y a été baptisé. Une partie de la paroisse faisait d'ailleurs partie du territoire des Célestins, comme en témoigne la « pierre du Volant », toujours présente à la limite Est de la commune. On retrouve aussi le nom de la paroisse au XIIIe siècle dans le cartulaire de l'abbaye de Saint-Chaffre du Monastier en Haute-Loire.
Pour ce qui est du bâtiment d'église, il est probable qu'il repose sur des fondations anciennes, du moins du côté du clocher. La nef a été profondément reprise au XIXe siècle. Ses peintures de plafond datent de 1857 et son Campo Santo extérieur de 1860.

### Époque contemporaine

Saint-Cyr au tout début du XXe siècle
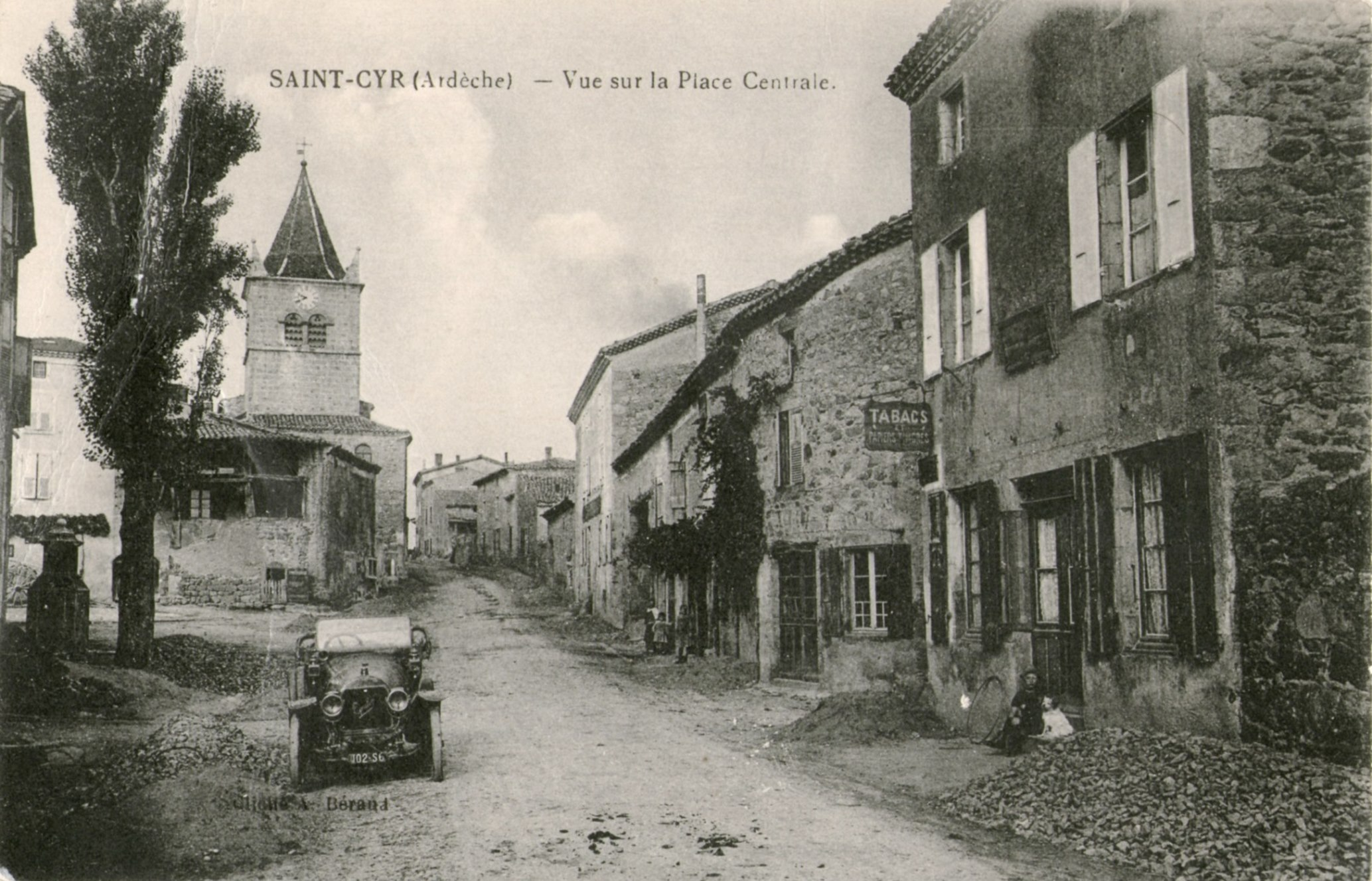
La place centrale.
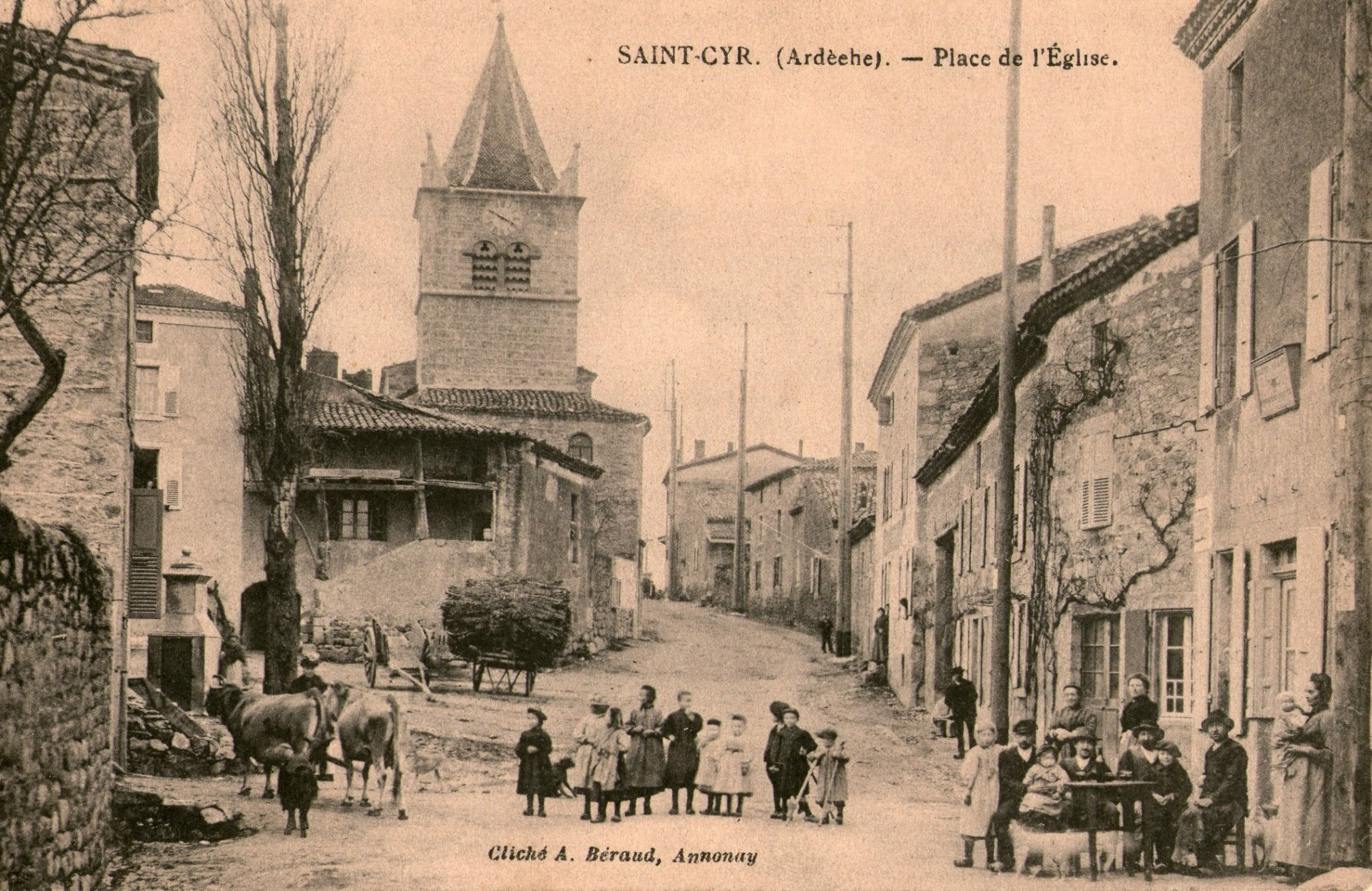
Place de l'église.
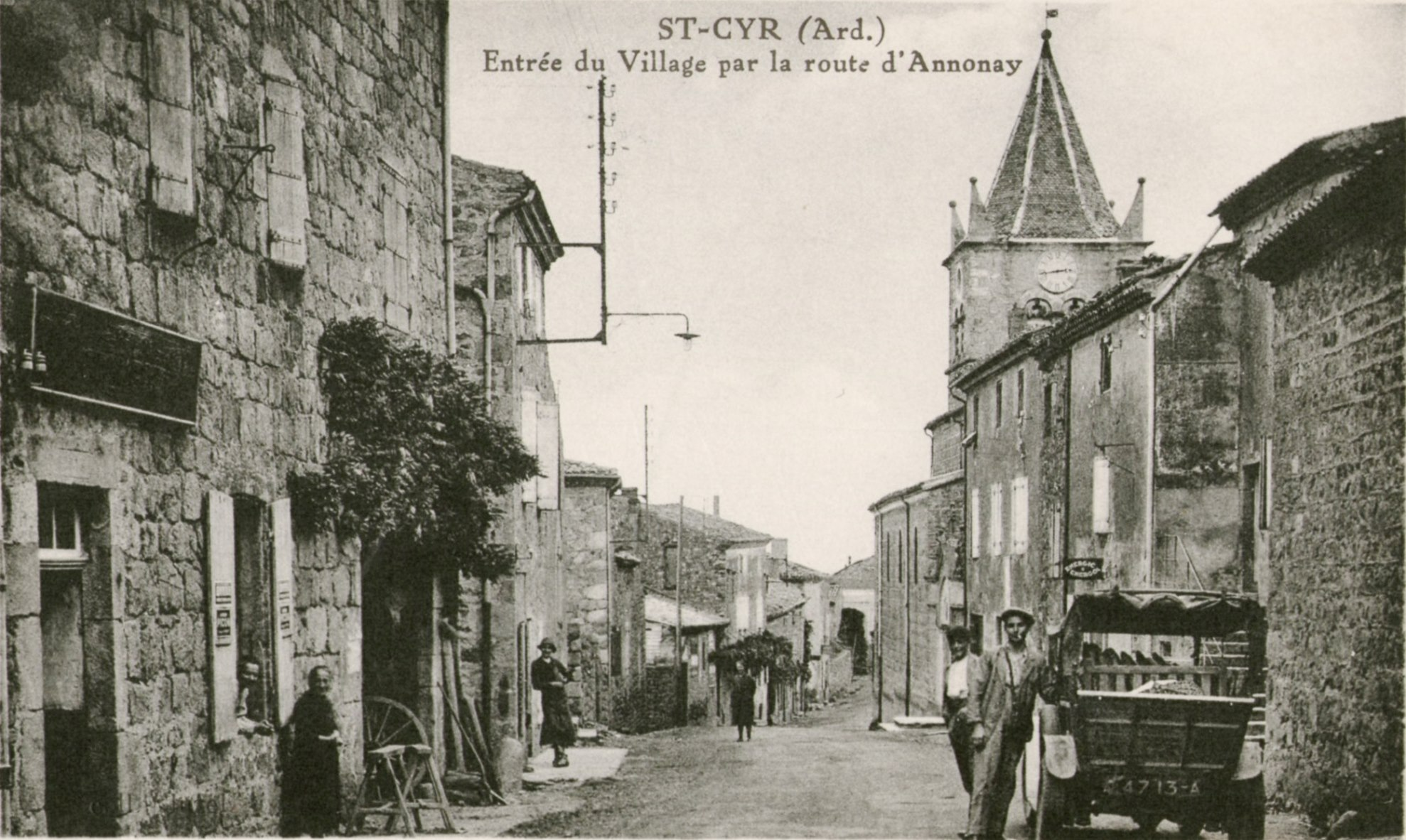
Entrée du village par la route d'Annonay.

#### La «route bleue»
Le village, avant la déviation de 1992, était traversé par la RN 82. Cette nationale, qui reliait Roanne à Andance, avait été créée et aménagée à partir de 1824. Son objectif était d'éviter aux usagers de la nationale 7 et aux vacanciers les encombrements de Lyon, d'où son surnom de « route Bleue ». Elle passait donc par Saint-Étienne et par le col du Grand Bois. Sa traversée du centre de Boulieu-lès-Annonay fit « raccourcir » en 1845 les maisons du côté sud de la rue principale. À Saint-Cyr, elle occasionnait un mélange d'animation et de danger. La déviation ouverte en 1992 a maintenant limité la circulation aux usagers locaux.
Avant 1824, la route qui venait d'Andance montait aussi des Barges mais en débouchant à la Révicolle et en serpentant jusqu'au village. Un itinéraire encore plus ancien devait passer par Thorrenc et Solore, et rejoignant peut-être directement Annonay en passant au sud de Saint-Cyr.

#### L'urbanisation duXXesiècle
Placée en deuxième « couronne » par rapport à Annonay, c'est seulement dans les années 1970 que Saint-Cyr a été atteint par les demandes d'urbanisation. La population a alors augmenté au rythme de 19 % par an. À partir de 1985, des entreprises sont venues s'installer sur la zone industrielle créée à l'est du village. La construction d'équipements collectifs a dû suivre la croissance de la population : construction d'une école publique, d'une salle polyvalente, d'une nouvelle mairie… Une partie de l'ancien village a été aussi rénovée avec construction d'un immeuble et installation de commerces.

### Chronologie[20]
- Ier s. : villa romaine à Bargieux
- Ier s. : autres sites gallo-romains
- IVe s. : nécropole à Bargieux
- Moyen Âge : constitution d'une paroisse
- Moyen Âge : élevage, culture de céréales et de vignes
- 1299 : baptême de Pierre de Colombier à l'église
- 1824 : début d'aménagement de la « route bleue »
- 1857 : Campo Santo et fresques de l'église
- 1909 : construction d'une école de filles
- 1918 : 17 morts à la guerre
- 1983 : fermeture de l'école publique
- 1985 : ouverture de la zone industrielle
- 1987 : mairie dans l'ancienne école de filles
- 1989 : réouverture d'une classe publique
- 1990 : construction de l'école publique
- 1990 : adhésion aux Saint-Cyr de France
- 1992 : déviation de la nationale
- 1993 : immeuble du centre commercial
- 2006 : salle polyvalente
- 2006 : réception des Saint-Cyr de France
- 2012 : nouvelle cantine intercommunale
- 2013 : nouvelle mairie et bibliothèque

## Politique et administration

### Rattachements administratifs et électoraux

#### Rattachements administratifs
La commune se trouve depuis 1926 dans l'arrondissement de Tournon-sur-Rhône du département de l'Ardèche.
Elle faisait partie de 1801 à 1973 du canton d'Annonay, année où celui-ci est scindé et la commune rattachée au canton d'Annonay-Nord. Dans le cadre du redécoupage cantonal de 2014 en France, cette circonscription administrative territoriale a disparu, et le canton n'est plus qu'une circonscription électorale.

#### Rattachements électoraux
Pour les élections départementales, la commune fait partie depuis 2014 du canton d'Annonay-1
Pour l'élection des députés, elle fait partie de la deuxième circonscription de l'Ardèche.

### Intercommunalité
Saint-Cyr était membre fondateur de la communauté d'agglomération du Bassin d'Annonay (CABA), un établissement public de coopération intercommunale (EPCI) à fiscalité propre créé en 1999 et auquel la commune avait transféré un certain nombre de ses compétences, dans les conditions déterminées par le code général des collectivités territoriales. La CABA succédait au district urbain d'Annonay qui existait depuis 1968.
Dans le cadre des dispositions de la loi portant nouvelle organisation territoriale de la République du 7 août 2015, qui prévoit que les établissements publics de coopération intercommunale (EPCI) à fiscalité propre doivent avoir un minimum de 15 000 habitants, cette intercommunalité a fusionné avec sa voisine pour former, le 1er janvier 2017, la communauté d'agglomération dénommée Annonay Rhône Agglo, dont est désormais membre la commune.

### Liste des maires
| Période                                  | Période                        | Identité                | Étiquette | Qualité                                                      |
| ---------------------------------------- | ------------------------------ | ----------------------- | --------- | ------------------------------------------------------------ |
| Les données manquantes sont à compléter. |                                |                         |           |                                                              |
| 1790                                     | 1808                           | Pierre Volozan          |           |                                                              |
| 1808                                     | 1830                           | Henri-François de Soras |           |                                                              |
| 1831                                     |                                | Alexandre Chapuis       |           |                                                              |
| 1832                                     | 1840                           | Joseph Mical            |           |                                                              |
| 1841                                     | 1848                           | Antoine Girard          |           |                                                              |
| 1848                                     | 1852                           | Claude Chardon          |           |                                                              |
| 1856                                     | 1898                           | Frédéric de Soras       |           |                                                              |
| 1902                                     | 1930                           | Louis de Soras          |           |                                                              |
| 1931                                     | 1942                           | Pierre Goin             |           |                                                              |
| 1942                                     | 1944                           | Joannès Montagnon       |           |                                                              |
| 1944                                     | 1946                           | Aimé Touron             |           |                                                              |
| 1946                                     | 1964                           | Joseph Fabre            |           |                                                              |
| 1964                                     | 1971                           | Jean de Soras           |           |                                                              |
| 1971                                     | 1995                           | Paul Chavanon           |           |                                                              |
| 1995                                     | juin 2014                      | Jean-Claude Oriol       |           |                                                              |
| 2014                                     | septembre 2022                 | Martine Ollivier        | DVD       | Employée Conseillère départementale (2021 → ) Démissionnaire |
| septembre 2022,                          | En cours (au 16 décembre 2022) | Marc Lecointre          |           | Cadre retraité                                               |

### Jumelages

#### Les Saint-Cyr de France

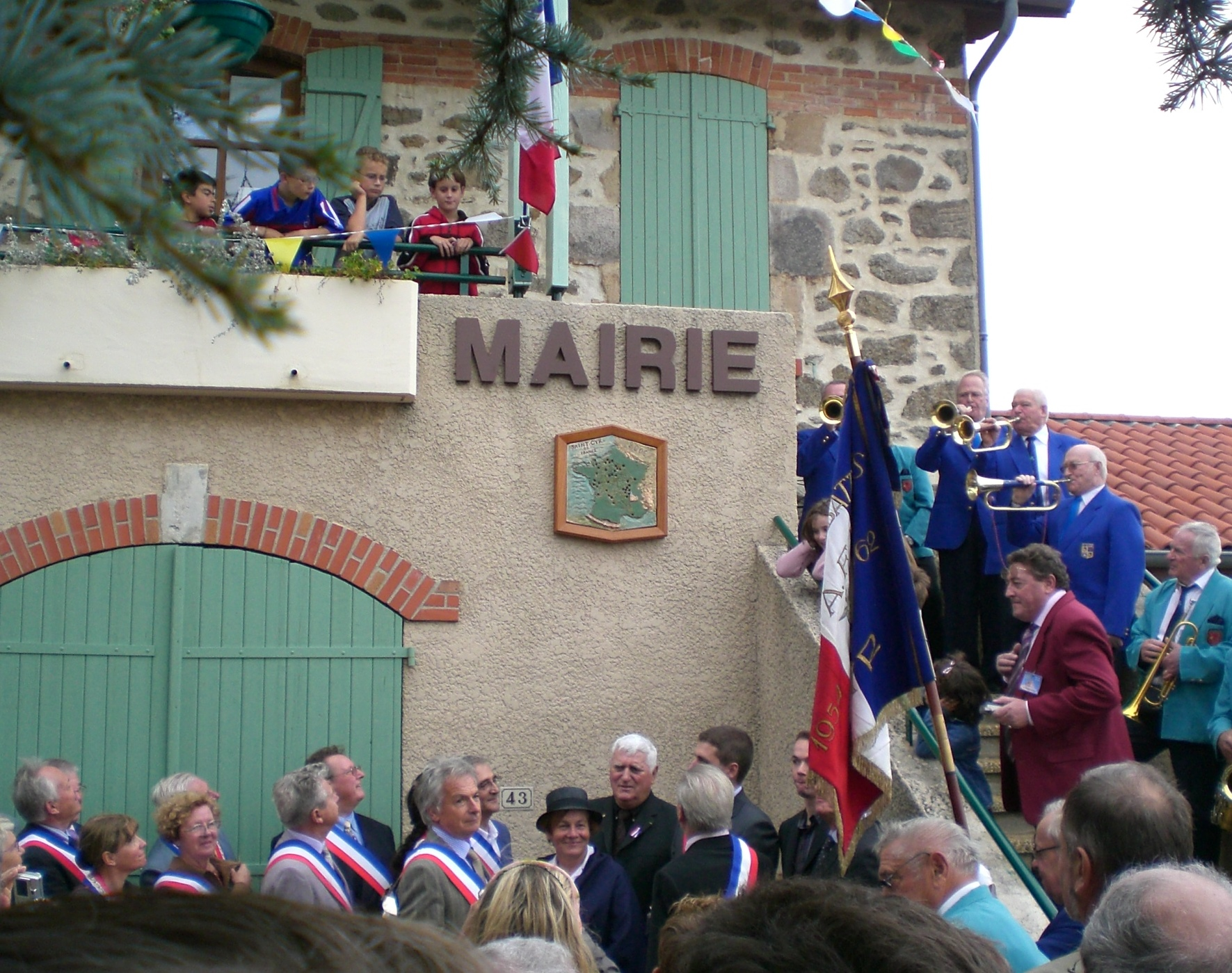
Les délégués des Saint-Cyr de France lors de leur réception en 2006.

En 1990 s'est créée officiellement l'association des Saint-Cyr de France. Il existe en effet 48 communes qui portent ce nom en France, parmi lesquelles 27 ont adhéré à l'association. Saint-Cyr (d'Ardèche du Nord) a participé au premier rassemblement à l'invitation de Saint-Cyr-sur-Mer en 1989.
Chaque année, un rassemblement et une assemblée générale ont lieu un week-end de septembre. Une action humanitaire pour un enfant y est associée en souvenir du martyr du jeune saint Cyr.
En 2006, c'est Saint-Cyr en Ardèche du nord qui a reçu ses homonymes les 22, 23 et 24 septembre. Une association s'est formée pour organiser la réception des 200 invités. Une centaine de bénévoles se sont mobilisés et 50 familles ont offert l'hospitalité. Pendant cinq jours se sont succédé buffets, animations et visites touristiques. L'association « Saint-Cyr 2006 » a décidé de rester prête à se mobiliser.

### Équipements et services publics
On note : 
- Bibliothèque Alinéa.
- Salle polyvalente.
- Centre de loisirs AFR en été (2002).

ainsi que des commerces de proximité : boulangerie, boucherie, bar tabac, coiffure, esthétique. Restaurant pizza.

### Enseignement
La commune est rattachée à l'académie de Grenoble et compte une école publique de quatre classes. La cantine intercommunale est partagée avec Colombier et Bogy.

### Médias
La commune est située dans l'aire de distribution de deux organes de presse régionaux :
- L'Hebdo de l'Ardèche est un journal hebdomadaire français basé à Valence. Il couvre l'actualité de tout le département de l'Ardèche ;
- Le Dauphiné libéré est un journal quotidien de la presse écrite française régionale distribué dans la plupart des départements de l'ancienne région Rhône-Alpes, notamment l'Ardèche. La commune est située dans la zone d'édition d'Annonay.

### Cultes
L'église (propriété de la commune) et la communauté catholique de la commune de Saint-Cyr dépendent de la paroisse Bienheureux Gabriel Longueville, elle-même rattachée au diocèse de Viviers.

## Population et société

### Démographie
L'évolution du nombre d'habitants est connue à travers les recensements de la population effectués dans la commune depuis 1793. Pour les communes de moins de 10 000 habitants, une enquête de recensement portant sur toute la population est réalisée tous les cinq ans, les populations de référence des années intermédiaires étant quant à elles estimées par interpolation ou extrapolation. Pour la commune, le premier recensement exhaustif entrant dans le cadre du nouveau dispositif a été réalisé en 2004.

En 2022, la commune comptait 1 430 habitants, en évolution de +5,3 % par rapport à 2016 (Ardèche : +2,48 %, France hors Mayotte : +2,11 %).
| 1793 | 1800 | 1806 | 1821 | 1831 | 1836 | 1841 | 1846 | 1851 |
| ---- | ---- | ---- | ---- | ---- | ---- | ---- | ---- | ---- |
| 400  | 336  | 362  | 424  | 449  | 418  | 387  | 437  | 497  |

| 1856 | 1861 | 1866 | 1872 | 1876 | 1881 | 1886 | 1891 | 1896 |
| ---- | ---- | ---- | ---- | ---- | ---- | ---- | ---- | ---- |
| 470  | 499  | 489  | 481  | 483  | 504  | 515  | 502  | 474  |

| 1901 | 1906 | 1911 | 1921 | 1926 | 1931 | 1936 | 1946 | 1954 |
| ---- | ---- | ---- | ---- | ---- | ---- | ---- | ---- | ---- |
| 449  | 398  | 376  | 338  | 320  | 346  | 327  | 358  | 362  |

| 1962 | 1968 | 1975 | 1982 | 1990 | 1999 | 2004  | 2006  | 2009  |
| ---- | ---- | ---- | ---- | ---- | ---- | ----- | ----- | ----- |
| 355  | 349  | 432  | 683  | 841  | 996  | 1 140 | 1 223 | 1 279 |

| 2014  | 2019  | 2022  | - | - | - | - | - | - |
| ----- | ----- | ----- | - | - | - | - | - | - |
| 1 330 | 1 392 | 1 430 | - | - | - | - | - | - |

### Vie associative
Selon les données des bulletins municipaux de Saint-Cyr, depuis 1987, avec remise à jour. Les dates entre parenthèses sont les dates de création de l'association : Anciens Combattants (depuis 1922), ACCA (1968), Comité des Fêtes (1982), Aînés Ruraux San Surus Club (1989), Union des Commerçants, Industriels et Artisans UCIA (1999), La Maison des Jeunes (2013).
OGEC, Amicale Laïque (1989).
Le club de football en association avec Félines (Football Club Félines Saint-Cyr) se rendit célèbre dans la fin des années 1990 avec la réussite de ses équipes féminines. L'équipe une atteint même la première division nationale en 1999. Il a fêté ses 50 ans en 2014 et a atteint les 200 licenciés.
Football Club Félines St-Cyr Peaugres (1964), Tennis (1990), Sport Auto 07 (1992), St-Cyr Foot loisirs (1992), Amicale Boules (1995), St-Cyr Auto Sport (2004), Tennis de table (2005).
AFR : activités enfants, gym adulte, danse et yoga, dessin et sculpture sur bois, mémoire, anglais et informatique, Bibliothèque Alinéa (1996), St-Cyr 2006 (2006), Mémoires de St-Cyr (2010), Préserver St-Cyr.
Les Mémoires de St-Cyr : cette association constituée en 2010 avec comme objectif de faire des recherches sur le passé collectif et généalogique familial. Elle édite dans un bulletin annuel. les  premières recherches ont permis de préciser le sort des 17 morts de la guerre de 1914-1918, puis d'étudier le cadastre napoléonien de 1826 et les changements au village. Puis l'histoire des lieux de sépulture et l'évolution de la culture de la vigne...

### Cultes
L'église Saint-Cyr  dépend de la paroisse catholique « Bienheureux Gabriel Longueville »,

## Économie

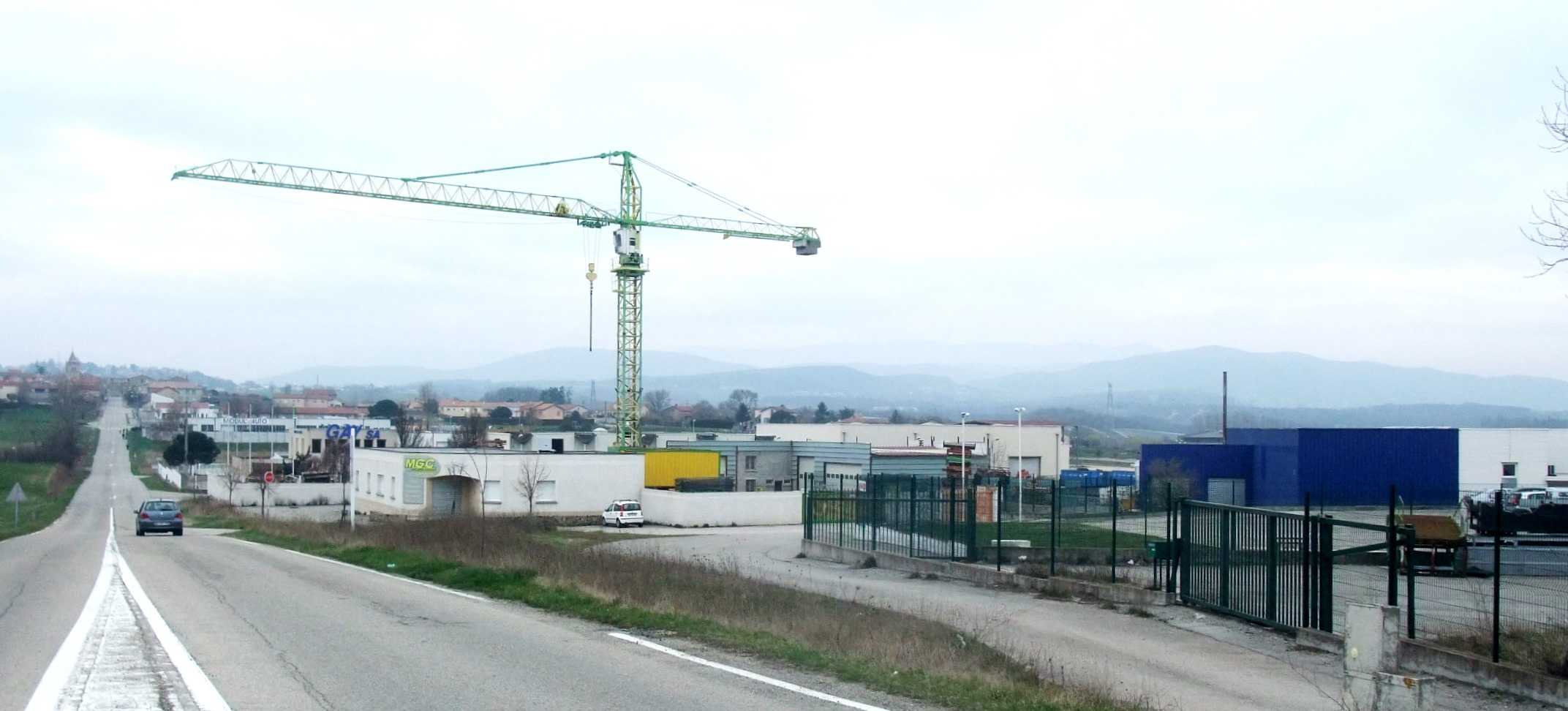
Zone industrielle de Prachenet.

La zone de Prachenet a été aménagée en 1984, sur 2 hectares, puis peu après sur 4. Une dizaine d'entreprises s'y sont installées.
« Décolletage Gay » a été la première à s'installer, en 1985. C'est aussi la plus importante de la zone. Elle a ensuite doublé par deux fois la surface occupée et ses effectifs et a atteint 7 000 m2 de bâtiments pour environ 50 salariés en 2013. Depuis 2005, l'entreprise fait partie du groupe Camelin Décolletage Industries.
La zone a accueilli aussi la société Art Déco, qui fabrique des cadres pour décoration murale. Elle a été créée à Annonay en 1992 par Denis Faveron, s'est développée à Roiffieux en 2001, puis est venue à Saint-Cyr en 2003. Elle occupe jusqu'à 40 salariés (selon les saisons) pour le marché national.
La zone accueille aussi une entreprise de métallerie et trois ateliers spécialisés dans le domaine de l'automobile : pièces détachées de 4x4, vente de voitures toutes marques et contrôle technique de poids lourds.
Deux autres entreprises sont installées sur Saint-Cyr mais à l'extérieur de la zone : une fabrique d'enseignes et un négociant en bois.

## Culture locale et patrimoine

### Lieux et monuments
- L'église : de l'extérieur, le magnifique clocher se fait remarquer par ses petites tuiles de couleur. Cette couverture a été choisie en 1925, lors de la restauration de la charpente octogonale.
Le chœur et le clocher, avec leurs murs massifs, apparaissent comme les parties les plus anciennes du bâtiment, sans qu'une date précise puisse être avancée. La nef a subi des transformations plus récentes, avec au moins son agrandissement par le rajout de bas-côtés. L'intérieur de l'église n'en a pas moins une allure ancienne, surtout avec les peintures qui occupent la totalité de ses voûtes. Elles ont été réalisées en 1857, dans un style traditionnel, en trompe-l'œil dans des cadres fictifs[35].

- Le Campo Santo : 
Le Campo Santo de Saint-Cyr est une curiosité rare, du moins en France. On en trouve davantage en Italie, où son nom signifie « Espace Saint ». Cet édifice a été édifié entre 1859 et 1861 par le chanoine Courty, curé de la paroisse, qui avait fait de nombreux voyages dans le nord de l'Italie où le style des cimetières l'avait impressionné[35]. Il s'agit d'une cour intérieure décorée face à l'entrée de l'église, à la fois nécropole et cloître. L'ensemble a été réalisé dans le style romano-byzantin, avec des couleurs rouges et ocre dominantes.
Le côté sud correspond à la façade d'entrée de l'église.
Une galerie est formée par des piliers de pierre ouvragés, reliés entre eux par des voûtes en demi-cercle. Sous ces arcades ont été appliquées aux murs les stations d'un chemin de croix, œuvre du sculpteur lyonnais Vermare.
La partie supérieure de la galerie est construite en briques rouges et forme de nombreuses niches dont quelques-unes sont occupées par des statuettes. Elle donne accès à un calvaire à personnages construit en pierres locales.
Les habitants du village sont attachés au Campo Santo qui permet les échanges après les offices. Les mariés s'y font prendre souvent en photo. On peut le visiter librement. Il a bénéficié d'une importante restauration en 1995[36].

L'églse Saint-Cyr et le Campo Santo
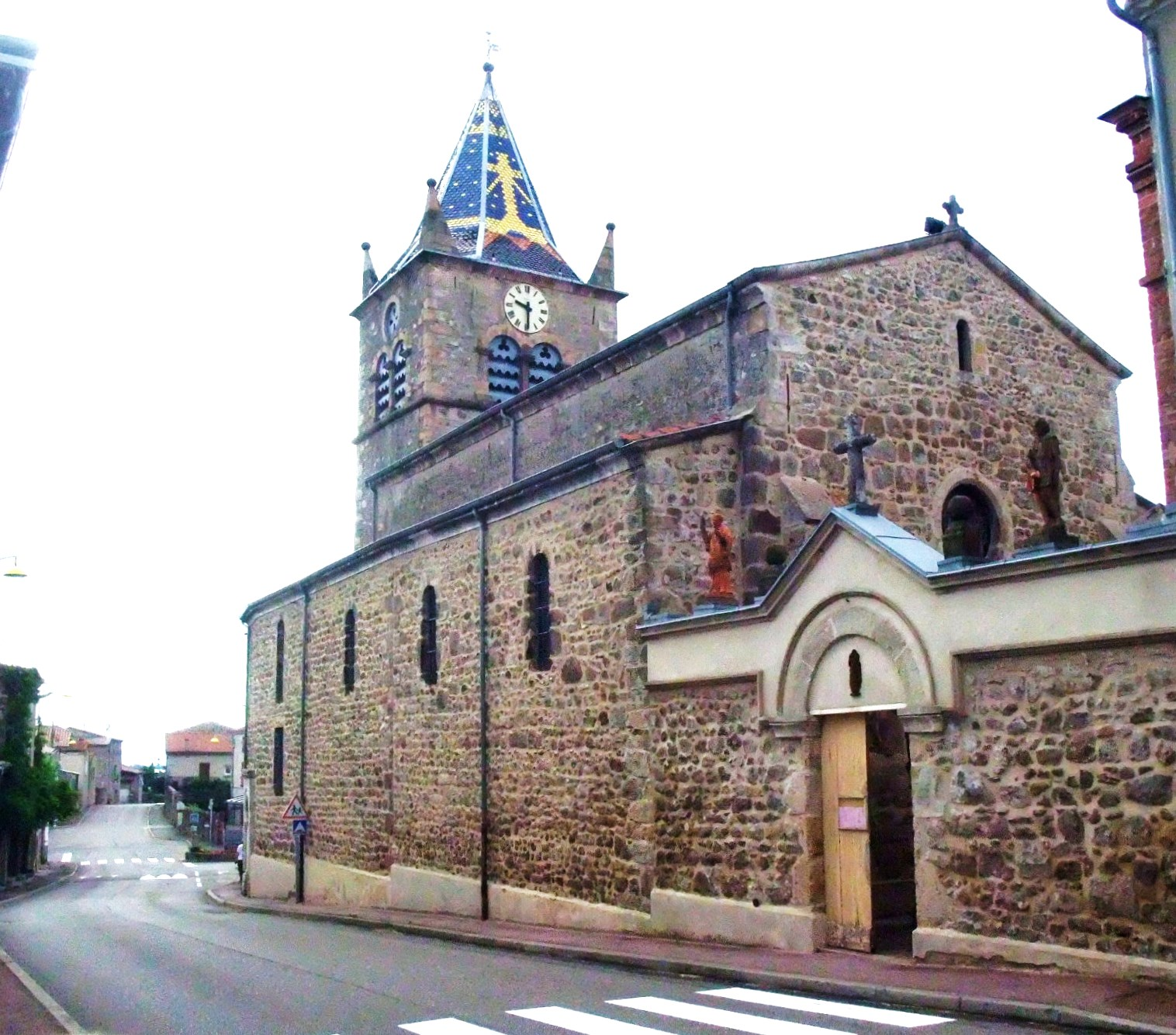
L'extérieur nord de l'église, avec l'entrée du Campo Santo.
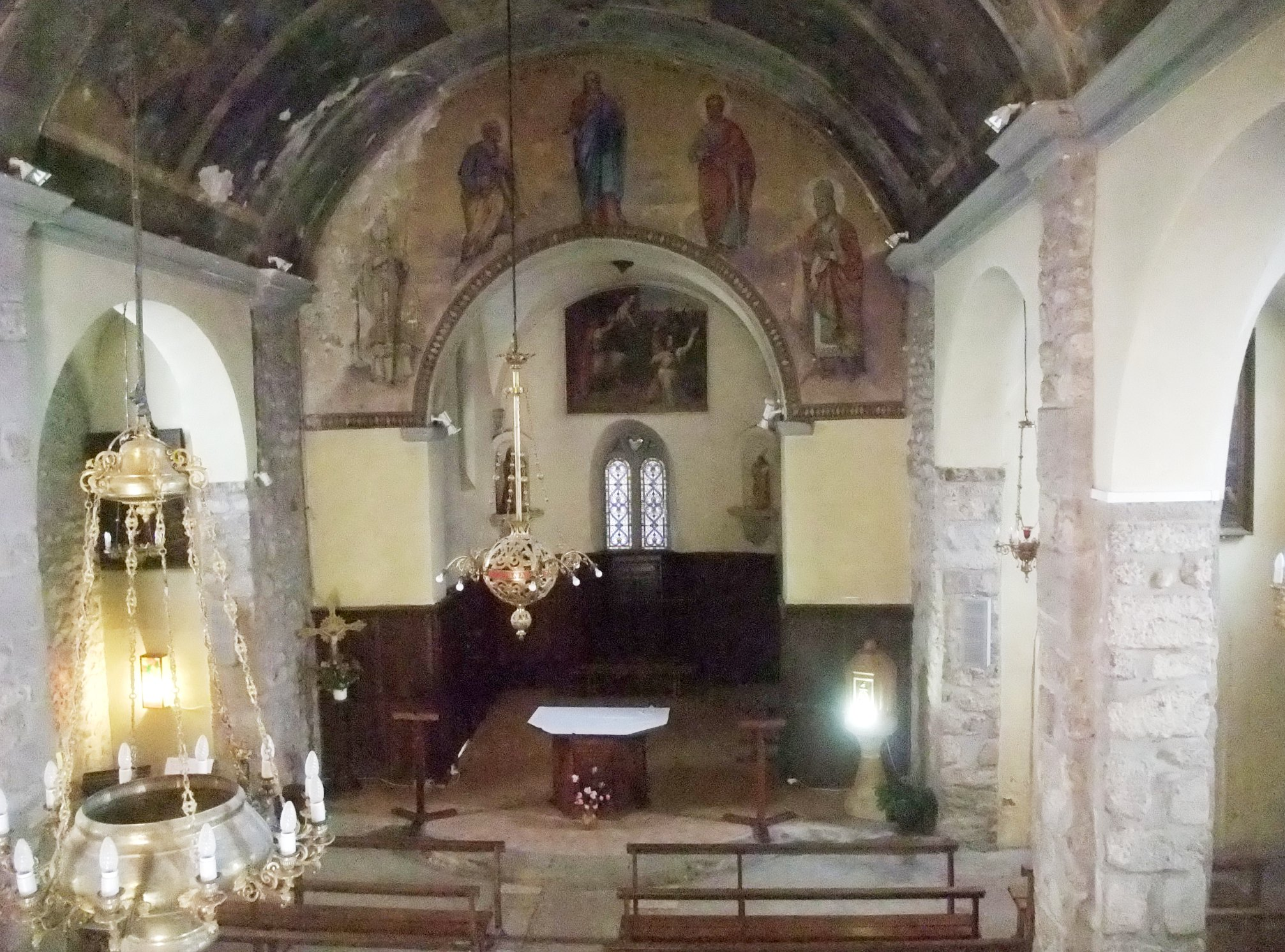
Un intérieur décoré et restauré.
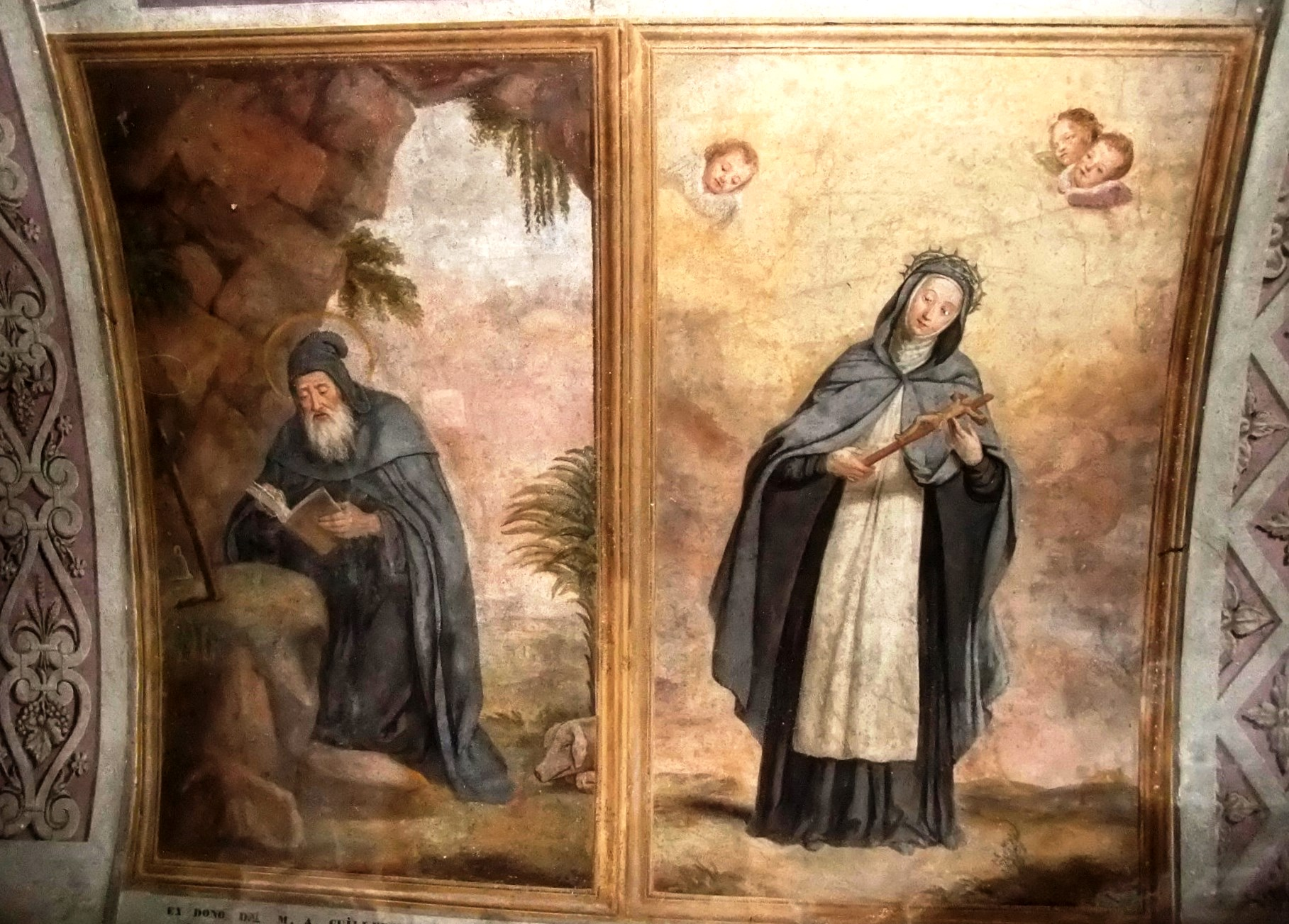
Des peintures en trompe-l'œil au plafond.
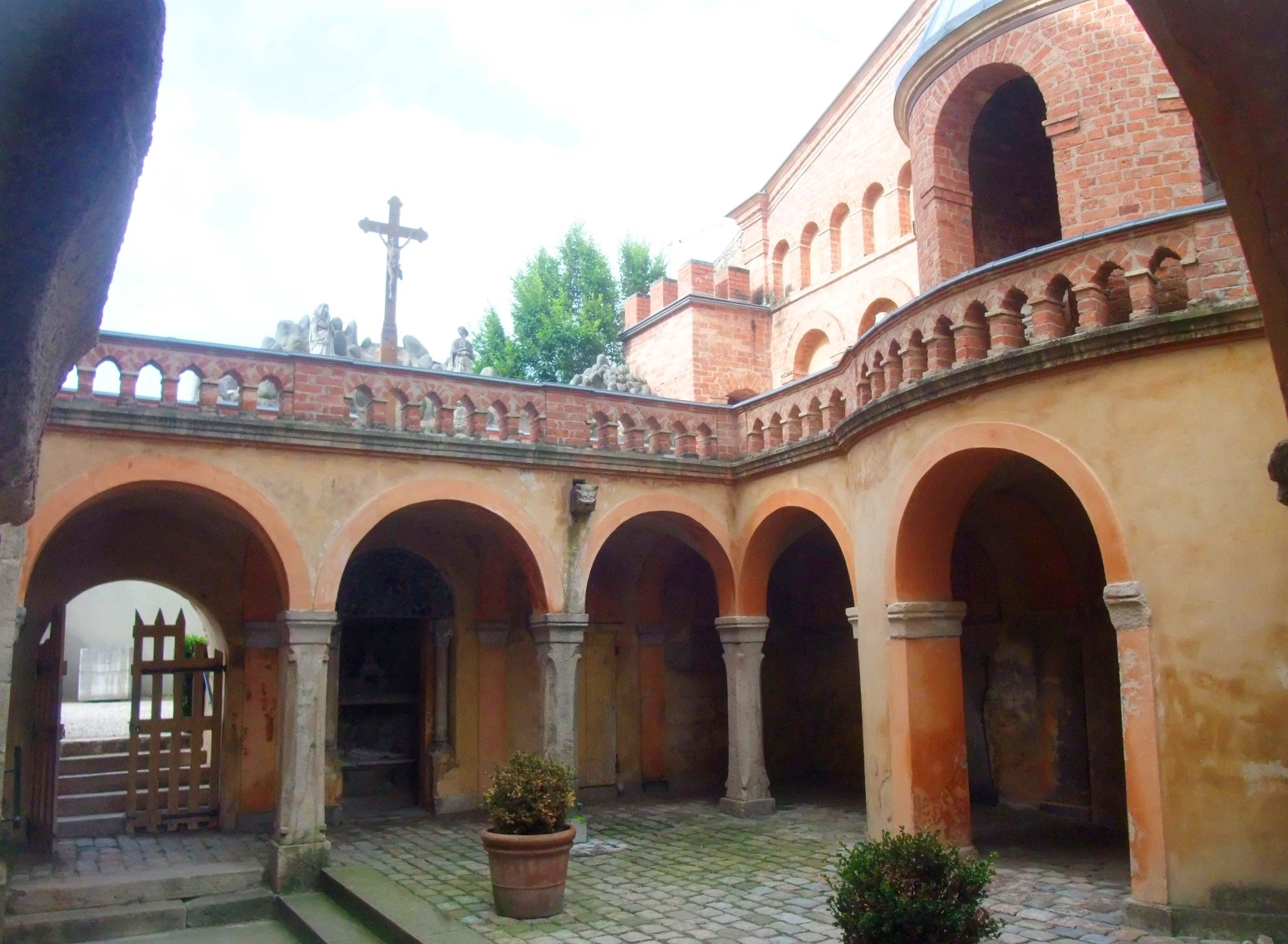
Le Campo Santo, rajouté à l'entrée de l'église en 1861.
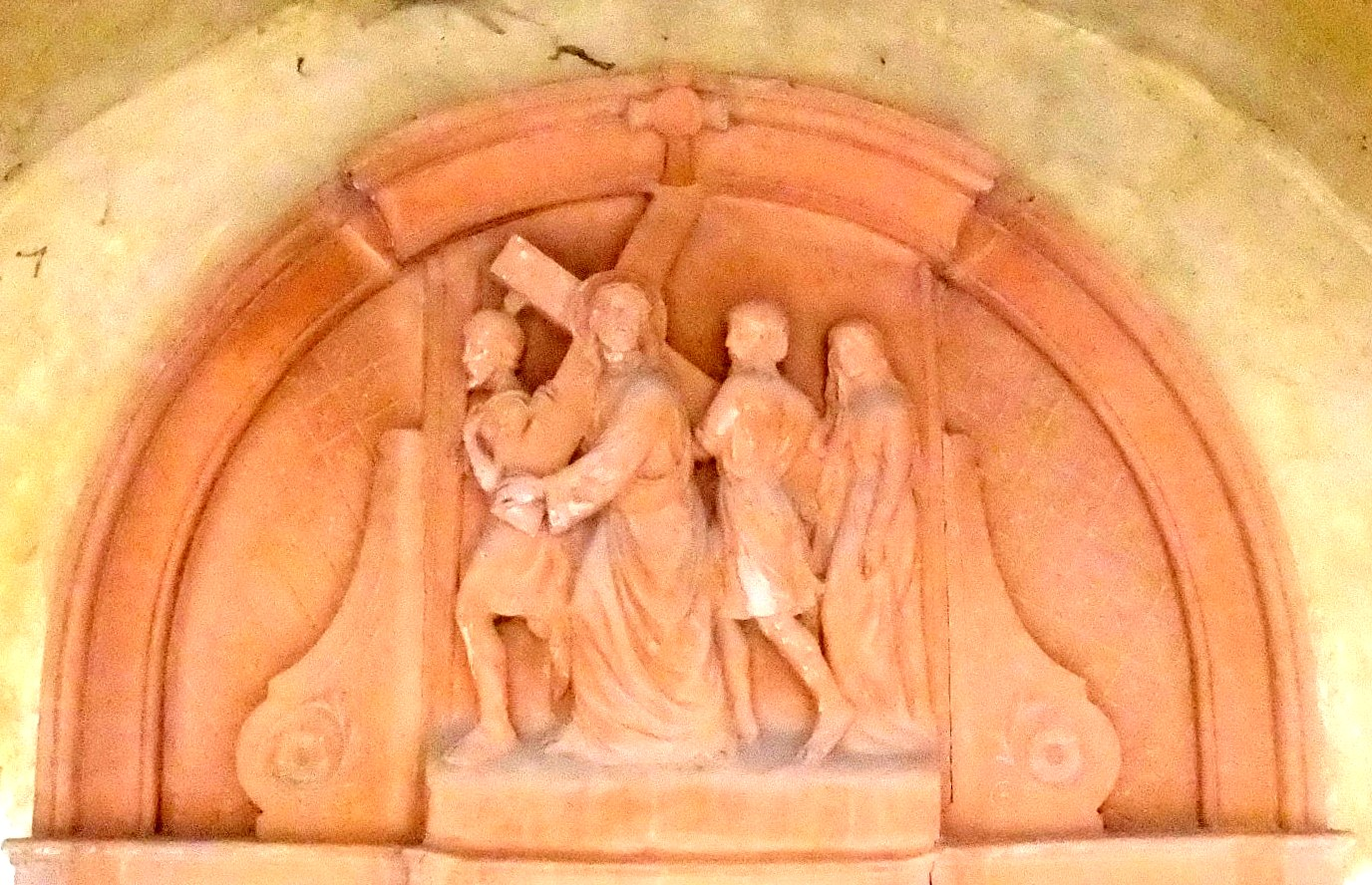
Début du chemin de croix.

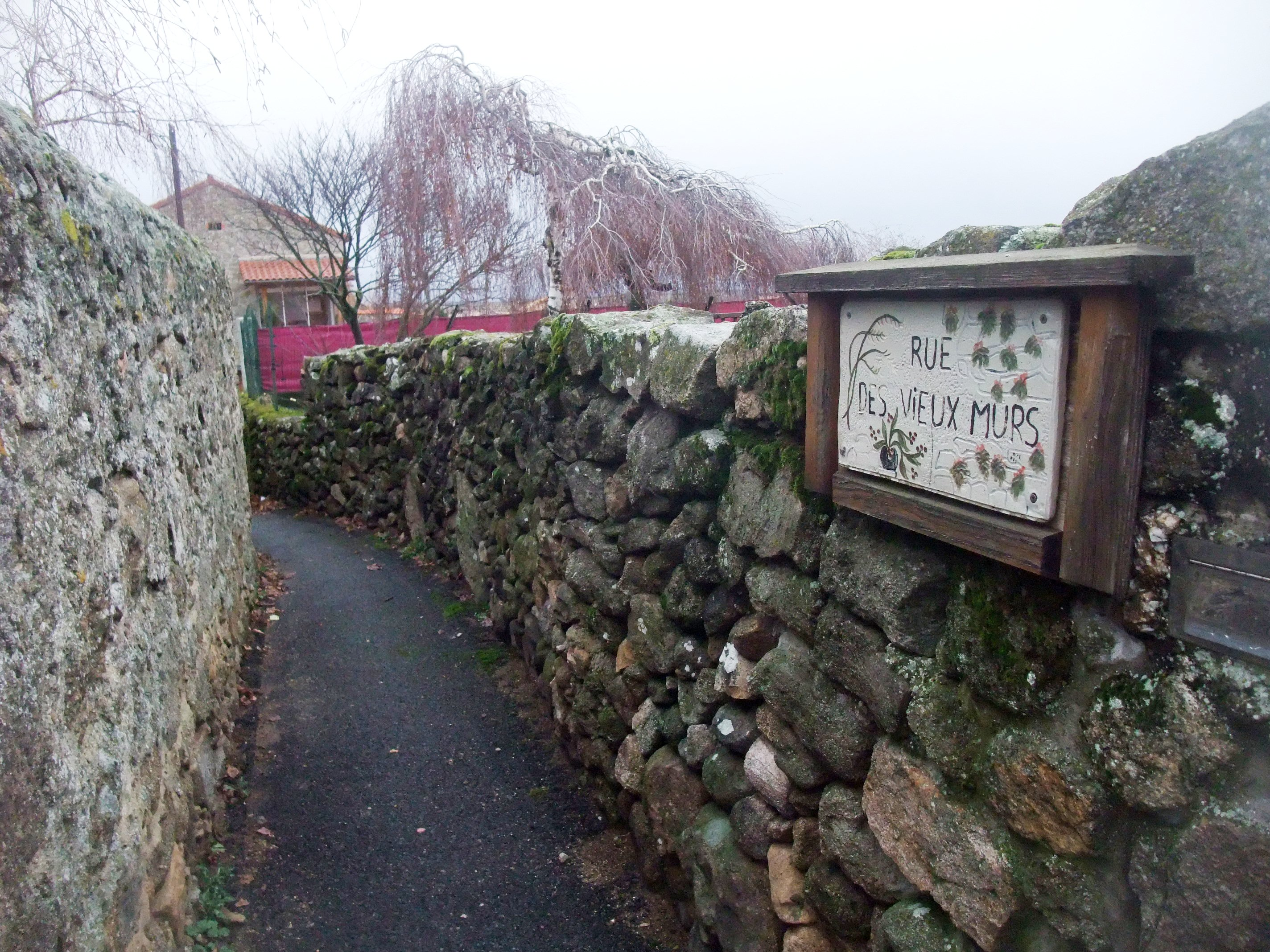
Un des « violets » du village.

On peut également noter, au fil du village, de part et d'autre de la rue principale, quelques maisons anciennes ouvragées, qui voisinent avec d'autres plus récentes.
On peut retrouver et parcourir les deux « violets » sauvegardés : il s'agit de chemins piétonniers étroits qui serpentent entre des murs de pierres. On trouvera, côté nord la « rue des Vieux-Murs », et côté sud « le Violet ». On peut prolonger la promenade au sud vers la « rue de la Voûte », ou vers le château d'eau qui offre un paysage ouvert vers Davézieux et la campagne.
Les rues sont indiquées par des plaques en terre cuite. Au bord de la route, Saint-Cyr dispose de deux monuments aux morts. Le premier, trop près de la route, a été laissé en place malgré la création d'un autre monument.
Les balisages jaune et blanc des Petites Randonnées traversent le plateau de Saint-Cyr d'est en ouest et du nord au sud. Dans le secteur nord-est, au départ de Fontane ou de Morel, des sentiers vont longer les châteaux de Soras et de la Pinée, ainsi que le ruisseau de l'Écoutay. De l'autre côté du ruisseau, rive gauche (et donc sur la commune de Colombier-le-Cardinal), un petit sentier mène au rocher de la Vierge de la Pinée. De nombreuses plaques de remerciement ont été scellées sur le socle de la statue, datée de 1881 en remerciement d'une guérison à Lourdes.

### Héraldique
|  | Saint-Cyr (Ardèche) possède des armoiries dont l'origine et le blasonnement exact ne sont pas disponibles. |

## Pour approfondir

### Sources et bibliographie
- Voyage autour d’Annonay, par Albin Mazon, 1901.
- Joëlle Dupraz et Christel Fraisse, L'Ardèche, Paris, Académie des inscriptions et belles-lettres, coll. « Carte archéologique de la Gaule » (no 07), 2001, 496 p. (ISBN 2-87754-069-3).
- Bulletins municipaux de Saint-Cyr, depuis 1987.
- Bulletins et archives de l'association Mémoires de Saint-Cyr.
- Notices historiques locales.
- Ardèche verte Haut Vivarais, guide officiel 1991 de l'Union Touristique.
- reportages du Dauphiné Libéré et notamment articles du 1er août 2013 de François Bassaget.